# Російська народна армія
Російська народна армія (рос. Русская народная армия) — оперативно-стратегічне антибільшовицьке об'єднання військ білого руху на території Всевеликого Війська Донського влітку-восени 1918 року. Формувалася за підтримки Всевеликого Війська Донського та Української Держави. Восени 1918 року розформована, перетворена в Саратовський корпус Особливої Південної армії, яка в лютому-березні 1919 року увійшла до Збройних Сил Півдня Росії.

## Формування
Формування Російської народної армії відбувалося на півночі Всевеликого Війська Донського. Цей процес розпочався влітку 1918 року. Підтримку в створенні Російської народної армії, зокрема фінансову, надавали саратовські земські діячі, а також Гетьман України Павло Скоропадський. Більшість солдатів армії — селяни-біженці із Саратовської губернії та колишні червоноармійці, що дезертували.
Чисельність Російської народної армії не перевищувала кількох полків або ж однієї бригади. Очолив збройне добровольче формування полковник Віктор Манакін.

## Перетворення армії
30 вересня (13 жовтня) 1918 року за наказом отамана Всевеликого Війська Донського Петра Краснова три антибільшовицькі армії — Південна, Астраханська та Російська народна — були об'єднані в одну Особливу Південну армію. Російська народна армія була перетворена на Саратовський корпус Особливої Південної армії.
Саратовський корпус брав участь у важких боях проти більшовицьких сил і зазнав значних військових втрат.

## Розформування
15 (28) березня 1919 року Саратовський корпус Особливої Південної армії був реформований у Саратовську окрему бригаду. Пізніше вона ввійшла до складу 6-ї піхотної дивізії Збройних Сил Півдня Росії.